# Nukus
Nukus (en uzbek:Nukus / Нукус; en karakalpak:No‘kis / Нөкис;en rus:Нукус és la sisena ciutat més gran de l'Uzbekistan, i la capital de la república autònoma de Karakalpakstan. L'any 2018 tenia 312.100 habitants. El riu Amudarià hi discorre per l'oest.
Compta amb el Museu d'Art de Nukus iniciat en l'època soviètica, amb troballes arqueològiques, fauna i flora amenaçada de la zona de la Mar d'Aral, i molt notablement, la 2a col·lecció d'avantguarda russa més gran del món.
Té un aeroport amb vols regulars a Moscou i altres destinacions.

## Història
S'han trobat restes arqueològiques de poblament des del segle IV aC en l'assentament de Shurcha. Nukus es va desenvolupar des d'un petit assentament l'any 1932, quan va obtenir el títol de ciutat, fins a una gran ciutat de l'era soviètica amb avingudes i grans edificis públics cap a la dècada de 1950. Com que era una ciutat aïllada va ser la seu de l'Institut de Recerca Química de l'Exèrcit Roig per a la Guerra Química.

## Problemes de medi ambient
Amb la caiguda de la Unió Soviètica i el desastre mediambiental de la Mar d'Aral la situació d'aquesta ciutat es va deteriorar i hi va haver contaminació per la sal i els plaguicides transportats des de la conca on abans hi havia l'aigua de la Mar d'Aral. Amb això es van incrementar els problemes de salut de la població: respiratoris, de càncer, malformacions i defectes en els nadons.

## Geografia

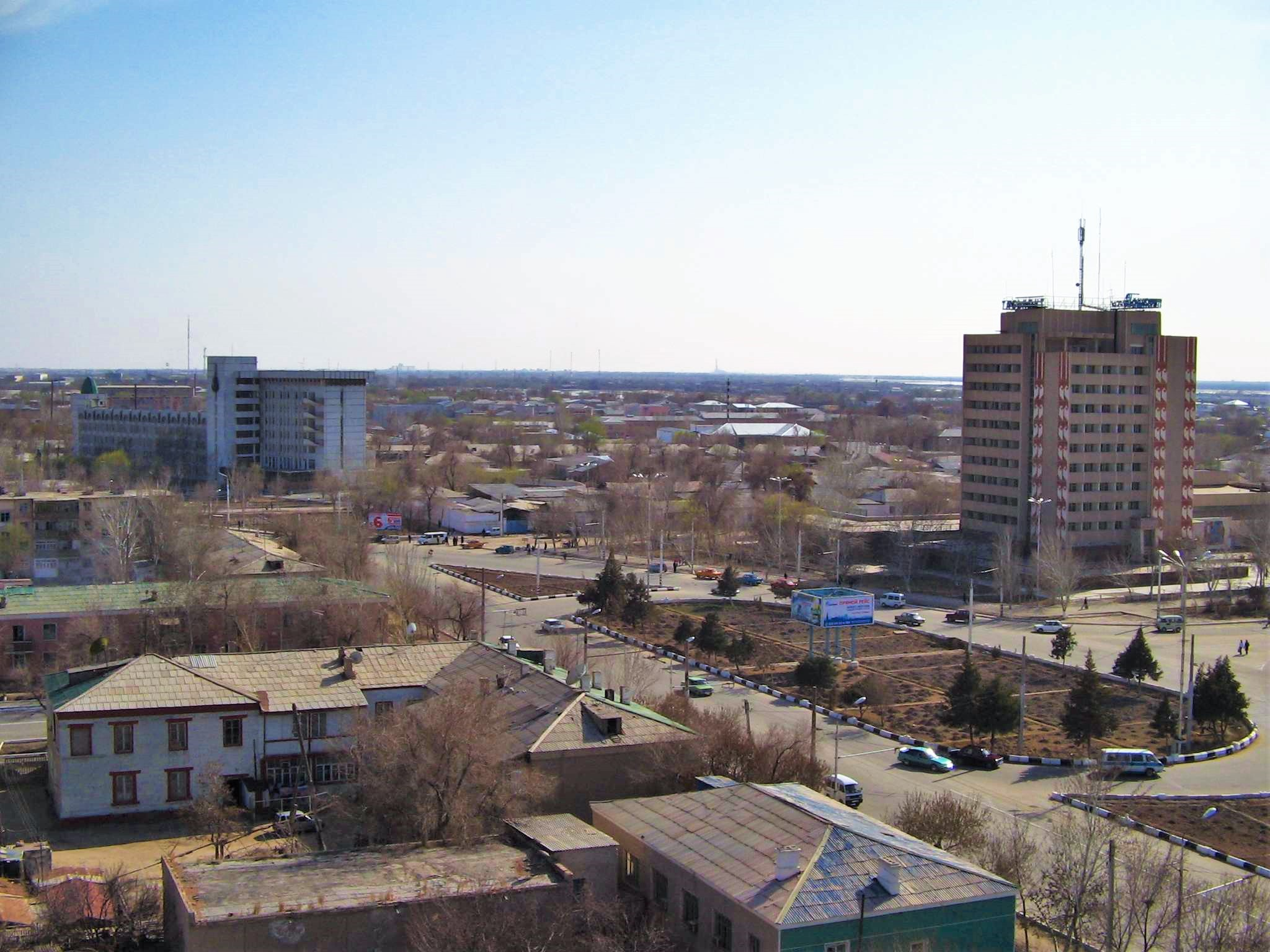
Vista panoràmica de Nukus

Nukus és al centre del Karakalpakstan, a uns 800 km a l'oest de la ciutat de Taixkent. Pel sud limita amb Turkmenistan, per l'est està envoltada pel desert de Kyzylkum i pel nord pel delta del riu Amudarià.

### Clima
Nukus té un clima desèrtic continental (en la classificació de Köppen consta com BWk). La temperatura mitjana anual és de 12,2 °C, els hiverns són curts i freds, la mitjana de gener és de -4,6 °C i l'estiu calent i sec, la mitjana de juliol és de 28,4 °C. La precipitació mitjana anual és de 111 mm, amb el màxim a l'hivern però hi ha pluges escadusseres tots els mesos de l'any.